# Eili Harboe
Pour les articles homonymes, voir Harboe.
Eili Harboe, née le 16 août 1994 dans la ville portuaire de Stavanger, est une actrice norvégienne.

## Biographie
En 2017, elle tient le rôle principal du film norvégien de Joachim Trier, Thelma pour lequel elle remporte le prix d'interprétation féminine au Festival international du film de Mar del Plata 2017.

## Filmographie
- 2012 : The Orheim Company (en) : Irene
- 2013 : Kiss Me You Fucking Moron : Tale
- 2014 : Autumn Harvest (court métrage)
- 2015 : The Wave : Vibeke
- 2015 : Doktor Proktors tidsbadekar : Jeanne D'Arc
- 2017 : Thelma : Thelma
- 2017 : Amanda 2017 (documentaire) : la présentatrice
- 2017 : Dagsrevyen (série télévisée) : l'interviewée (segment "Thelma")
- 2017 : Askeladden - I Dovregubbens hall : princesse Kristin

## Distinctions
- Festival international du film de Mar del Plata 2017 : Astor de la meilleure actrice pour Thelma.